# Formica maligna
Formica maligna é uma espécie de formiga do gênero Formica, pertencente à subfamília Formicinae.